# Pemex
Petróleos Mexicanos (Pemex), «Пемекс», «Петролеос Мексиканос» (или «Петролеос Мехиканос») — мексиканская государственная нефтегазовая и нефтехимическая компания. Основана в 1938 году. Штаб-квартира компании располагается в Мехико, Мексика.

## История
Добыча нефти в Мексике началась в 1901 году, в 1920-х годах Мексика занимала второе место в мире по объёму нефтедобычи после США. В стране работали в основном американские и британские компании. 18 марта 1938 года президент Мексики Ласаро Карденас национализировал все нефтедобывающие активы страны, в июне того же года на их основе было создано государственное агентство Petróleos Mexicanos. Компании, чьи активы были национализированы, организовали бойкот Мексики, блокируя экспорт нефти и импорт оборудования; в 1940 году правительству страны пришлось выплатить компенсацию в размере 114 млн долларов.
На 1938 год запасы нефти и газа Petróleos Mexicanos составляли 1,275 млрд баррелей в нефтяном эквиваленте, интенсивная геологоразведка увеличила эту цифру до 5,568 млрд баррелей в 1960 году и до 65 млрд баррелей на конец 1990-х годов; среднесуточная добыча за тот же период выросла с 100 тыс. баррелей до 2,5 млн баррелей. Также в Мексике были обнаружены значительные запасы природного газа, на 1990-е годы они оценивались в 36 млрд м³. Рост доказанных запасов пришёлся в основном на вторую половину 1970-х годов, когда более 15 млрд долларов было инвестировано в сейсмические исследования и бурение скважин; крупнейшее месторождение Кантарел было открыто в заливе Кампече (южная часть Мексиканского залива) в 1976 году. На 1989 год экспорт нефти был на уровне 1,3 млн баррелей в сутки, из них более половины — в США, другими крупными покупателями были Испания и Япония; нефть обеспечивала 70 % валютных поступлений в Мексику и 40 % налоговых сборов. Значительные средства вкладывались и в развитие нефтеперерабатывающей и нефтехимической промышленности, однако самодостаточности по нефтепродуктам Мексике так и не удалось достичь.
Экономический кризис, начавшийся в Мексике во второй половине 1980-х годов, Petróleos Mexicanos ощутила на себе в полном объёме, кроме высокого налогообложения корпорацию отягощали и более 200 тыс. сотрудников, намного больше, чем в других близких по размеру нефтяных компаниях (к 1995 году численность сотрудников была сокращена вдвое). В 1990 году от корпорации была отделена компания по импорту нефти Petróleos Mexicanos Internacional Comercio Internacional, сама Pemex была разделена на 4 подразделения, которые начали готовиться к частичной приватизации. В 1997 году были проданы 49-процентные доли в 4 нефтехимических компаниях.
В ходе реформы энергетической отрасли Мексики, начатой после внесения изменений в конституцию страны 20 декабря 2013 года и предполагающей передачу 100 % углеводородных запасов страны в собственность мексиканского народа, компания Petróleos Mexicanos была реорганизована из публичного акционерного общества с преобладающим участием мексиканского государства в государственную корпорацию со 100%-ным государственным участием (с 7 октября 2014 года). В 2015 году четыре ведущих дочерних общества публичной Petróleos Mexicanos (Pemex-Exploration and Production, Pemex-Refining, Pemex-Gas and Basic Petrochemicals и Pemex-Petrochemicals) были ликвидированы, а их активы были переданы во вновь созданные государственные дочерние компании Petróleos Mexicanos: Pemex Exploration and Production, Pemex Industrial Transformation, Pemex Drilling and Services, Pemex Logistics, Pemex Cogeneration and Services, Pemex Fertilizers и Pemex Ethylene.

## Руководство
Совет директоров государственной корпорации Petróleos Mexicanos состоит из десяти человек, пятеро из которых являются мексиканскими государственными чиновниками высокого ранга: министр энергетики, министр финансов и государственного кредита и ещё три представителя правительства Мексики, а также пять независимых директоров, назначаемых президентом страны.
- Норма Росио Нахле Гарсия (Norma Rocío Nahle García, род. 14 апреля 1964 года) — председатель совета директоров корпорации и министр энергетики Мексики с 2018 года, также председатель ещё нескольких государственных энергетических компаний (CFE, Centro Nacional de Control de Energía, CENAGAS, Instituto Nacional de Investigaciones Nucleares, IMP).
- Октавио Ромеро Оропеса (Octavio Romero Oropeza, род. в 1959 году) —главный исполнительный директор с 2018 года[1].

## Деятельность

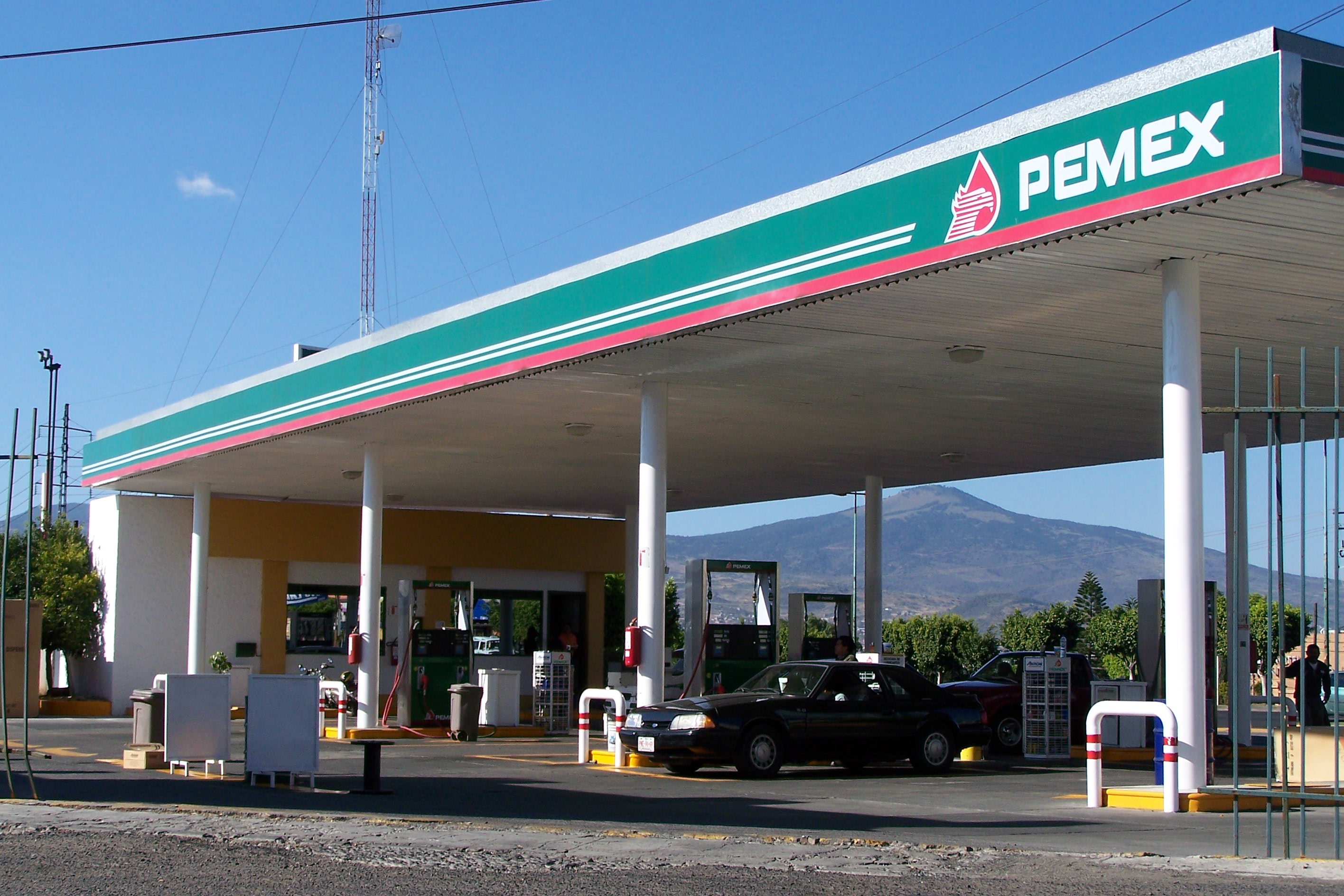
АЗС компании

На конец 2021 года доказанные запасы компании составляли 6 млрд баррелей нефти и 200 млрд м³ природного газа, в сумме 7,246 млрд баррелей в нефтяном эквиваленте.
Основные подразделения:
- Геологоразведка и добыча — разработка месторождений нефти на северо-востоке и юго-востоке Мексики и в Мексиканском заливе. В 2021 году было добыто 903,1 млн баррелей углеводородов (2,474 млн баррелей в сутки, из них 1,736 млн баррелей нефти и 132,3 млн м³ газа). Средняя себестоимость добычи 16 долларов за баррель.
- Промышленная переработка — переработка нефти в бензин, дизельное топливо, керосин и другие нефтепродукты (1,64 млн баррелей в сутки в 2021 году). Также переработка природного газа, производство сжиженного газа, нефтехимической продукции (этилена, пропилена, ароматических соединений) и удобрений.
- Логистика — транспортировка нефти и газов по трубопроводам, морским и наземным транспортом.
- Международная торговля — экспорт нефти и импорт нефтепродуктов, страхование поставок. В 2021 году экспорт нефти был на уровне 1 млн баррелей в сутки, экспорт нефтепродуктов — 110,5 тыс. тонн, импорт нефтепродуктов — 349,2 тыс. тонн.

Выручка за 2021 год составила 1,496 трлн мексиканских песо, из них 762 млрд песо пришлось на Мексику, 503 млрд песо — на США, 3 млрд песо — на другие страны Америки, 69 млрд песо — на Европу.
|                     | 2011   | 2012   | 2013   | 2014   | 2015   | 2016   | 2017   | 2018   | 2019   | 2020   | 2021   |
| ------------------- | ------ | ------ | ------ | ------ | ------ | ------ | ------ | ------ | ------ | ------ | ------ |
| Оборот              | 1558   | 1647   | 1608   | 1587   | 1162   | 1074   | 1397   | 1681   | 1402   | 953,7  | 1496   |
| Чистая прибыль      | -106,9 | 0,003  | -170,1 | -265,5 | -712,6 | -191,1 | -280,9 | -180,4 | -282,1 | -509,1 | -294,8 |
| Активы              | 1981   | 2024   | 2047   | 2128   | 1776   | 2330   | 2132   | 2075   | 1984   | 1928   | 2052   |
| Собственный капитал | 103,2  | -271,1 | -185,2 | -767,7 | -1332  | -1233  | -1502  | -1459  | -1931  | -2405  | -2170  |

### Месторождения
- Чиконтепек
- Кантарел
- Ку-Малуб-Заап[англ.]

## Происшествия
- В 1979-м году на буровой платформе компании Pemex произошла одна из крупнейших экологических катастроф — разлив нефти с платформы Ixtoc I.
- Серия взрывов в Гвадалахаре в 1992 году, вызванная утечкой легко воспламеняющейся смеси с одного из нефтехимических заводов корпорации в городскую систему канализации.
- 31 января 2013 года в штаб-квартире компании в Мехико произошёл взрыв газового бойлера, в результате которого погибло по меньшей мере 25 человек и более 100 получили ранения[6].
- Взрыв трубопровода в Тлауэлильпане 18 января 2019 года